# Heliconia vaginalis
Heliconia vaginalis là một loài thực vật có hoa trong họ Heliconiaceae. Loài này được Benth. mô tả khoa học đầu tiên năm 1846.